# Quinn Gleason
Pour les articles homonymes, voir Gleason.
Quinn Gleason, née le 10 novembre 1994, aux États-Unis, est une joueuse américaine de tennis.

## Carrière professionnelle
Quinn Gleason commence sa carrière sur le circuit ITF en 2015. Elle a remporté, à ce jour, 1 titre en simple et 14 en double.
En 2022, elle parvient en finale du tournoi WTA 125 de Montevideo.
En 2023, elle poursuit sa progression en double sur le circuit WTA en parvenant en finale du tournoi WTA 250 de Prague.
Le 16 septembre 2023, elle remporte en double avec la Russe Amina Anshba le tournoi WTA 125 de Ljubljana.

## Palmarès

### Titre en double dames
| No | Date       | Nom et lieu du tournoi   | Catégorie | Dotation  | Surface    | Partenaire             | Finalistes                | Score    |          |
| -- | ---------- | ------------------------ | --------- | --------- | ---------- | ---------------------- | ------------------------- | -------- | -------- |
| 1  | 28-10-2024 | Merida Open Akron Mérida | WTA 250   | 267 082 $ | Dur (ext.) | Ingrid Gamarra Martins | Magali Kempen Lara Salden | 6-4, 6-4 | Parcours |

### Finale en double dames
| No | Date       | Nom et lieu du tournoi       | Catégorie | Dotation  | Surface    | Vainqueures                    | Partenaire       | Score             |          |
| -- | ---------- | ---------------------------- | --------- | --------- | ---------- | ------------------------------ | ---------------- | ----------------- | -------- |
| 1  | 31-07-2023 | Livesport Prague Open Prague | WTA 250   | 259 303 $ | Dur (ext.) | Nao Hibino Oksana Kalashnikova | Elixane Lechemia | 67-7, 7-5, [10-3] | Parcours |

### Titres en double en WTA 125
| No | Date       | Nom et lieu du tournoi                 | Catégorie | Dotation  | Surface      | Partenaire             | Finalistes                        | Score            |          |
| -- | ---------- | -------------------------------------- | --------- | --------- | ------------ | ---------------------- | --------------------------------- | ---------------- | -------- |
| 1  | 11-09-2023 | Zavarovalnica Sava Ljubljana Ljubljana | WTA 125   | 115 000 $ | Terre (ext.) | Amina Anshba           | Freya Christie Yuliana Lizarazo   | 6-3, 6-4         | Parcours |
| 2  | 02-09-2024 | Montreux Nestlé Open Montreux          | WTA 125   | 115 000 $ | Terre (ext.) | Ingrid Gamarra Martins | María Carlé Simona Waltert        | 6-3, 4-6, [10-7] | Parcours |
| 3  | 09-06-2025 | Citta' di Grado Tennis Cup Grado       | WTA 125   | 115 000 $ | Terre (ext.) | Ingrid Gamarra Martins | Veronika Erjavec Dominika Šalková | 6-2, 5-7, [10-5] | Parcours |
| 4  | 07-07-2025 | Grand Est Open 88 Contrexéville        | WTA 125   | 115 000 $ | Terre (ext.) | Ingrid Gamarra Martins | Emily Appleton Isabelle Haverlag  | 6-1, 7-64        | Parcours |

### Finales en double en WTA 125
| No | Date       | Nom et lieu du tournoi         | Catégorie | Dotation  | Surface      | Vainqueures                          | Partenaire             | Score             |          |
| -- | ---------- | ------------------------------ | --------- | --------- | ------------ | ------------------------------------ | ---------------------- | ----------------- | -------- |
| 1  | 22-11-2022 | Montevideo Open Montevideo     | WTA 125   | 115 000 $ | Terre (ext.) | Ingrid Gamarra Martins Luisa Stefani | Elixane Lechemia       | 7-5, 66-7, [10-6] | Parcours |
| 2  | 12-08-2024 | Barranquilla Open Barranquilla | WTA 125   | 115 000 $ | Dur (ext.)   | Jessica Failla Hiroko Kuwata         | Ingrid Gamarra Martins | 4-6, 7-62, [10-7] | Parcours |
| 3  | 02-06-2025 | Open delle Puglie Bari         | WTA 125   | 115 000 $ | Terre (ext.) | Maria Kozyreva Iryna Shymanovich     | Ingrid Gamarra Martins | 3-6, 6-4, [10-7]  | Parcours |

## Parcours en Grand Chelem

### En simple dames
N'a jamais participé à un tableau final.

### En double dames
| Année | Open d'Australie                                                                       | Open d'Australie                                                                   | Internationaux de France                                                                   | Internationaux de France | Wimbledon | Wimbledon | US Open                                                                        | US Open |
| ----- | -------------------------------------------------------------------------------------- | ---------------------------------------------------------------------------------- | ------------------------------------------------------------------------------------------ | ------------------------ | --------- | --------- | ------------------------------------------------------------------------------ | ------- |
| 2023  | —                                                                                      | —                                                                                  | —                                                                                          | —                        | —         | —         | 1er tour (1/32) E. Mandlik \|\| style="text-align:left;" \| C. Gauff J. Pegula |         |
|       |                                                                                        |                                                                                    |                                                                                            |                          |           |           |                                                                                |         |
| 2025  | 1er tour (1/32) S. Lamens \|\| style="text-align:left;" \| B. Haddad Maia L. Siegemund | 1er tour (1/32) K. Volynets \|\| style="text-align:left;" \| R. Šramková V. Tomova | 2e tour (1/16) I. Gamarra Martins \|\| style="text-align:left;" \| D. Shnaider M. Andreeva |                          |           |           |                                                                                |         |

N.B. : le nom de la partenaire se trouve sous le résultat ; les noms des ultimes adversaires se trouvent à droite.

## Classements WTA en fin de saison
| Année          | 2016 | 2017 | 2018 | 2019 | 2020 | 2021 | 2022 | 2023 | 2024 |
| Rang en simple | 1112 | 462  | 445  | 378  | 394  | 446  | 772  | 654  | –    |
| Rang en double | 745  | 266  | 230  | 170  | 160  | 136  | 361  | 103  | 86   |

Source : (en) Classements de Quinn Gleason sur le site officiel de la Fédération internationale de tennis